# 3752 Camillo
A 3752 Camillo (ideiglenes jelöléssel 1985 PA) egy földközeli kisbolygó. Eleanor F. Helin és M. A. Barucci fedezte fel 1985. augusztus 15-én.